# Entodon natalensis
Entodon natalensis är en bladmossart som beskrevs av Rehman och C. Müller 1899. Entodon natalensis ingår i släktet Entodon och familjen Entodontaceae. Inga underarter finns listade i Catalogue of Life.